# Buch am Erlbach
Pour les articles homonymes, voir Buch et Erlbach.
Buch am Erlbach est une commune bavaroise située dans l'arrondissement de Landshut, en Basse-Bavière, à la frontière de la Haute-Bavière.

## Géographie
Buch am Erlbach est située dans l'arrondissement de Landshut, proche du fleuve Isar et du Erdinger Moos. Les villes les plus proches sont Moosburg an der Isar (à 7 km), Landshut (à 12 km), Frisingue et Erding (à 25 km). L'aéroport international Franz-Josef-Strauß de Munich se trouve à 30 km.

### Communes voisines
Les communes limitrophes de Buch am Erlbach sont Eching et Vilsheim dans l'arrondissement de Landshut, Kirchberg et Langenpreising dans l'arrondissement d'Erding et Moosburg an der Isar dans l'arrondissement de Freising.

### Autres villages dans la commune de Buch am Erlbach
La commune comprend, outre Buch am Erlbach, les villages de Niedererlbach, Thann-Vatersdorf, Holzhäuseln, Forstaibach, Garnzell, Gastorf, Westendorf, Stünzbach, Freidling, Hofenstall, Großaibacherforst et Hartbeckerforst.

## Histoire
Le village est plus ancien que la plupart des villes importantes de Bavière. La découverte de multiples traces d'habitations appartenant aux Celtes prouve cependant que la région autour du village a été habitée antérieurement aux premières mentions écrites le concernant.
Ses premières mentions écrites remontent à 759. Chuniperth de Pohe y fait don de l'église de Pohe, dont il était propriétaire, à l'évêque de Frisingue. Les huit fermes rattachées à cette église deviennent ainsi la propriété de l'évêché de Frisingue.
En 782, l'évêché de Frisingue offre la commune de Buch am Erlbach au couvent de Frauenchimesee (situé sur l'île des femmes, ou Fraueninsel, sur le lac de Chiemsee), comme cadeau de fondation. À partir de 1247 et ce jusqu'à la sécularisation du couvent en 1803, Buch am Erlbach est la plus importante Hofmark du couvent.
La commune au sens actuel de Buch am Erlbach existe depuis 1818, à la suite des réformes du comte Montgelas.
Le village connaît une croissance démographique importante entre les années 70 et 2000 en passant de 1 574 habitants en 1972, à 2 645 habitants en 1991, et 3 385 habitants en 2003.
La commune actuelle résulte du regroupement de la commune de Buch am Erlbach avec la commune de Garnzell (Vatersdorf) en 1971 puis avec la partie ouest de Vilsheim en 1978.

## Fête commémorative
La commune a fêté son 1250e anniversaire en 2009. Une grande fête s'est déroulée du 15 au 17 mai 2009.
Outre une marche historique de deux kilomètres, avec plus de 1 250 participants, un campement sur la place de la fête retraçait les moments historiques du village. Sur le campement, jusqu'à 900 acteurs donnaient vie à l'histoire du village,.